# João Ferreira (polític)
João Manuel Peixoto Ferreira (Lisboa, 20 de novembre de 1978) és un biòleg i polític portuguès que actualment exerceix de diputat al Parlament Europeu pel Partit Comunista Portuguès (PCP). Forma part del grup parlamentari Esquerra Unida Europea/Esquerra Verda Nòrdica des de 2009, del qual va ser-ne vicepresident. Des d'octubre de 2013 és regidor del PCP a l'Ajuntament de Lisboa.
És el candidat del PCP i del Partit Ecologista-Els Verds per a les eleccions presidencials de Portugal de 2021.

## Trajectòria
Llicenciat en Biologia per la Facultat de Ciències de la Universitat de Lisboa, entre 1996 i 2000 va ser membre de la Junta de l'Associació d'Estudiants de la Facultat de Ciències, de la seva Junta Directiva (1999-2000), de l'Assemblea de Representants i del Consell Pedagògic (1997-2001). Entre 1997 i 2001 també va ser membre del Senat i de l'Assemblea de la Universitat de Lisboa.
És membre del Comitè Central del PCP, de la Direcció de l'Organització Regional de Lisboa del PCP i de la Direcció del Sector Intel·lectual de Lisboa del PCP.
Fou investigador a l'Institut d'Higiene i Medicina Tropical de la Universitat Nova de Lisboa entre 2000 i 2001. Membre del Museu, Laboratori i Jardí Botànic de la Universitat de Lisboa entre 2002 i 2003. Entre 2003 i 2007, va ser membre associat del Centre d'Ecologia i Biologia Vegetal de la Facultat de Ciències de la Universitat de Lisboa i becari de doctorat. Va ser fundador i primer president de l'Associació de Becaris d'Investigació Científica. Entre 2004 i 2005 va ser delegat portuguès a la Federació Europea d'Associacions d'Investigadors i Estudiants de Postgrau.
El 2007 va començar a treballar com a consultor en l'àmbit d'estudis i projectes en matèria de medi ambient, planificació i gestió del territori. El 2009 treballà com a tècnic superior a l'Associació Intermunicipal de l'Aigua de la Regió de Setúbal.

## Activitat política
Va ser membre de l'Assemblea de la freguesia d'Ameixoeira entre 1997 i 2005.
Elegit al Parlament Europeu des del 2009, amb només 30 anys, João Ferreira és membre de la comissió de pesca, de la comissió de pressupostos i de la comissió de medi ambient, salut pública i seguretat alimentària. També és membre de l'Assemblea Parlamentària Mixta d'Àfrica, el Carib i la UE-Pacífic i de la Delegació per a les relacions amb els països de la Comunitat Andina. També va ser vicepresident del Grup Confederal de l'Esquerra Unida Europea/Esquerra Verda Nòrdica del Parlament Europeu entre el 7 de febrer de 2012 i el 30 de juny de 2014.
Cap de llista de la Coalició Democràtica Unitària, João Ferreira va ser elegit regidor del municipi de Lisboa per primera vegada a les eleccions locals de 2013, amb 22.519 vots, el 9,58% del total, i reelegit amb 24.110 vots a les eleccions locals de 2017. Des de llavors, les seves intervencions destaquen en temes com l'especulació immobiliària, urbanisme, habitatge, transport públic, medi ambient, sanejament i privatització d'espais públics com el cinema Capitólio, el Pavilhão Carlos Lopes, els edificis de Terreiro do Paço, les zones del Parc Florestal de Monsanto i els terrenys de l'aeroport i Colina de Santana.